# دلزی
دلزی، روستایی است از توابع بخش کوهسار و در شهرستان سلماس استان آذربایجان غربی ایران. مردم دلزی کرد  هستند و به زبان کردی کرمانجی صحبت میکنند. 
دلزی مرکز دهستان شپیران است.

## جمعیت
بر اساس سرشماری سال ۱۳۸۵ جمعیت روستای دلزی ۲۰۲۰ نفر (۳۱۰ خانوار) 
بوده‌است.